# Miss Francia 2012
Miss Francia 2012 fue la 82.ª edición de Miss Francia. El certamen se desarrolló en la ciudad de Brest, en Bretaña. Al final del evento, Laury Thilleman de Bretaña coronó a Delphine Wespiser de Alsacia como su sucesora.

## Resultados
| Posición          | Candidata |
| ----------------- | --- |
| Miss Francia 2012 | - Alsacia - Delphine Wespiser |
| Primera finalista | - Países del Loira - Mathilde Couly |
| Segunda finalista | - Reunión - Marie Payet |
| Tercera finalista | - Provenza - Solène Froment |
| Cuarta finalista  | - Costa Azul - Charlotte Murray |
| Top 12            | - Martinica - Charlène Civault (Quinta finalista) - Languedoc - Alison Cossenet (Sexta finalista) - Guayana Francesa - Anaële Veilleur - Bretaña - Audrey Bönecker - Roussilon - Julie Vialo - Borgoña - Élodie Paillardin - Mediodía-Pirineos - Laura Madelain |

## Áreas de competencia

### Jurado final
Estos son miembros del jurado que evaluaron a las semi y finalistas para elegir a Miss Francia 2012:
- Alain Delon (Presidente del jurado), Comediante.
- Francis Huster (Vicepresidente del jurado), actor y director.
- Denis Brogniart, Presentador de Koh-Lanta.
- Sofia Essaïdi, Actriz y cantante.
- Linda Hardy, Actriz y Miss Francia 1992.
- Lorie, Actriz y cantante.
- Pascal Obispo, Cantante.

## Premiaciones
| Premio          | Candidata Ganadora                |
| --------------- | --------------------------------- |
| Miss Elegancia  | Bretaña - Audrey Bönecker         |
| Miss Fotogénica | Centro - Laure Wojnecki           |
| Cultura General | Costa Azul - Charlotte Murray     |
| Miss Sonrisa    | Isla de Francia - Meggahnn Samson |
| Miss Simpatía   | Martinica - Charlène Civault      |
| Miss Modelo     | Reunión - Marie Payet             |

## Candidatas

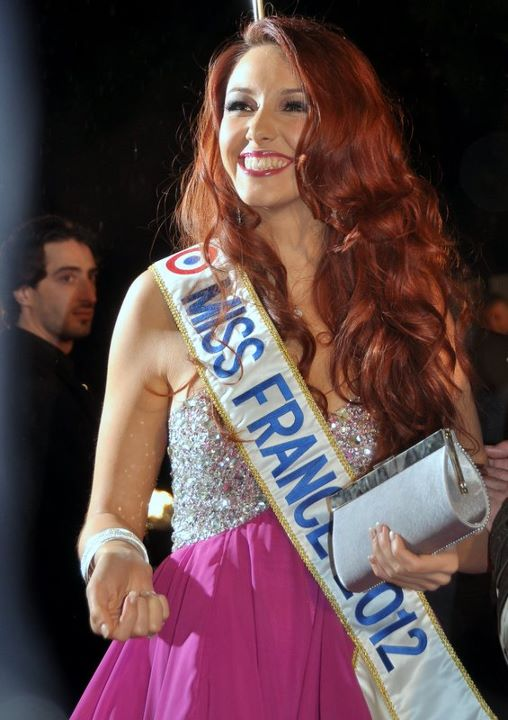
Delphine Wespiser, Miss Francia 2012, Miss Alsacia y Miss Alto Rin 2011

33 candidatas compitieron por el título.
| Región                | Candidata                | Edad | Estatura (m) | Residencia               |
| --------------------- | ------------------------ | ---- | ------------ | ------------------------ |
| Alsacia               | Delphine Wespiser        | 19   | 1,75         | Magstatt-le-Bas          |
| Aquitania             | Claire Zengerlin         | 20   | 1,74         | Douzillac                |
| Auvernia              | Célia Goninet            | 19   | 1,75         | Clermont-Ferrand         |
| Borgoña               | Elodie Paillardin        | 19   | 1,77         | Gevrey-Chambertin        |
| Bretaña               | Audrey Bonecker          | 23   | 1,72         | Muzillac                 |
| Centro                | Laure Wojnecki           | 18   | 1,80         | Vierzon                  |
| Champaña-Ardenas      | Sarah Huard              | 21   | 1,71         | Reims                    |
| Córcega               | Camille Mallea           | 20   | 1,72         | Bastelica                |
| Costa Azul            | Charlotte Murray         | 23   | 1,79         | Biot                     |
| Franco Condado        | Andréa Vannier           | 19   | 1,76         | Pelousey                 |
| Guadalupe             | Cindy Le Pape            | 21   | 1,72         | Le Moule                 |
| Miss Guayana Francesa | Anaële Veilleur          | 19   | 1,73         | Rémire-Montjoly          |
| Isla de Francia       | Meggahnn Samson          | 20   | 1,80         | París                    |
| Languedoc             | Alison Cossenet          | 19   | 1,72         | Cournonsec               |
| Limosín               | Cindy Letoux             | 18   | 1,75         | Limoges                  |
| Lorena                | Maud Pisa                | 21   | 1,77         | Ham-sous-Varsberg        |
| Martinica             | Charlène Civault         | 23   | 1,83         | Fort-de-France           |
| Mayotte               | Aïcha Ahmed Bachir       | 20   | 1,74         | Mamoudzou                |
| Mediodía-Pirineos     | Laura Madelain           | 18   | 1,77         | Figeac                   |
| Norte-Paso de Calais  | Sophie Martin            | 21   | 1,73         | Douai                    |
| Normandía             | Sophie Duval             | 20   | 1,77         | Saint-Martin-de-Bonfossé |
| Nueva Caledonia       | Océane Bichot            | 20   | 1,78         | Nouméa                   |
| Orleanesado           | Audrey Delafoy           | 19   | 1,70         | Illiers-Combray          |
| Países del Loira      | Mathilde Couly           | 21   | 1,72         | Héric                    |
| Países de Saboya      | Valentine Borel-Hoffmann | 18   | 1,79         | Annecy                   |
| Picardía              | Anaïs Merle              | 20   | 1,74         | Cires-lès-Mello          |
| Poitou-Charentes      | Manika Auxire            | 21   | 1,71         | Blanzac-Porcheresse      |
| Provenza              | Solène Froment           | 19   | 1,81         | Aix-en-Provence          |
| Reunión               | Marie Payet              | 19   | 1,78         | Sainte-Clotilde          |
| Ródano-Alpes          | Cindy Saroul             | 20   | 1,73         | Valence                  |
| Rosellón              | Julie Vialo              | 18   | 1,70         | Toulouges                |
| San Pedro y Miquelón  | Lison Yon                | 20   | 1,73         | San Pedro                |
| Tahití                | Rauata Temauri           | 22   | 1,70         | Arue                     |